# Liste der Baudenkmale in Biendorf (Mecklenburg)
In der Liste der Baudenkmale in Biendorf sind alle Baudenkmale der Gemeinde Biendorf (Landkreis Rostock) und ihrer Ortsteile aufgelistet (Stand 10. Februar 2021).

## Legende
In den Spalten befinden sich folgende Informationen:
- ID-Nr: Die Nummer wird von den Denkmalämtern der Landkreise vergeben. Wenn sie nicht bekannt ist, bleibt die Spalte leer. In dieser Spalte kann sich zusätzlich das Wort Wikidata befinden, der entsprechende Link führt zu Angaben zu diesem Denkmal bei Wikidata.
- Lage: die Adresse des Denkmales und die geographischen Koordinaten.
Link zu einem Kartenansichtstool, um Koordinaten zu setzen. In der Kartenansicht sind Denkmale ohne Koordinaten mit einem roten bzw. orangen Marker dargestellt und können in der Karte gesetzt werden. Denkmale ohne Bild sind mit einem blauen bzw. roten Marker gekennzeichnet, Denkmale mit Bild mit einem grünen bzw. orangen Marker.
- Bezeichnung: Bezeichnung, so wie sie in den offiziellen Listen der Denkmalämter steht. Ein Link hinter der Bezeichnung führt zum Wikipedia-Artikel über das Denkmal. Wenn die Bezeichnung der Denkmalämter inhaltlich fehlerhaft ist, ist in der Spalte „Beschreibung“ darauf hinzuweisen.
- Beschreibung: Beschreibung des Denkmales
- Bild: ein Bild des Denkmales und gegebenenfalls einen Link zu weiteren Fotos des Denkmals im Medienarchiv Wikimedia Commons

## Baudenkmale in den Ortsteilen

### Biendorf
| ID  | Lage                  | Bezeichnung                                       | Beschreibung | Bild                                              |
| --- | --------------------- | ------------------------------------------------- | --- | ------------------------------------------------- |
| 155 | (Karte)               | Kirche mit Friedhof, Taufstein und Kriegerdenkmal | Gotischer flachgedeckter Feldsteinbau von 1300; eingezogener, rechteck. Chor; verbretterter Westturm; Kanzel von 1665. | Kirche mit Friedhof, Taufstein und Kriegerdenkmal |
| 156 | Hauptstraße 6 (Karte) | Pfarrhaus                                         | |                                                   |

### Büttelkow
| ID  | Lage          | Bezeichnung | Beschreibung | Bild     |
| --- | ------------- | ----------- | --- | -------- |
| 178 | Hof 1 (Karte) | Gutshaus    | Zweigeschossiger, 11-achsiger Putzbau von 1912 mit einem dreigeschossigen Mittelrisalit und Mansarddach nach Plänen von Paul Korff. | Gutshaus |

### Gersdorf
| ID  | Lage                       | Bezeichnung    | Beschreibung | Bild |
| --- | -------------------------- | -------------- | --- | ---- |
| 206 | Boldenshäger Weg 2 (Karte) | ehem. Schmiede | |      |
| 207 | (Karte)                    | Gutshaus       | Neugotischer, 2-gesch., 11-achsiger Putzbau von 1868 mit Sockelgeschoss und Risalit für Friedrich Wilhelm Pauly; Gut im Besitz u. a. der Familien von Bülow (um 1538 bis um 1700), Pauly (ab 1841) und von Bodecker, nach 1945 Krankenstation, Wohnhaus sowie auch Post, Kindergarten und Verkaufsstelle, 1998 Sanierung und in Privatbesitz. |      |

### Körchow
| ID  | Lage                | Bezeichnung | Beschreibung | Bild |
| --- | ------------------- | ----------- | --- | ---- |
| 398 | Hofstraße 4 (Karte) | Gutshaus    | 1-gesch., 11-achsige Putzbau mit Mansarddach von 1822 nach Plänen von Carl Theodor Severin, innen im Empire-Stil; Gut im Besitz der Familien von Bülow, Danner, von Boye (1753–1775), von Bülow und Lent (1932–1945), nach 1945 Wohnhaus, nach 1990 sanierter Privatbesitz. |      |

### Lehnenhof
| ID  | Lage                 | Bezeichnung       | Beschreibung                                                                                          | Bild |
| --- | -------------------- | ----------------- | --- | ---- |
| 495 | Lindenweg 20 (Karte) | Gutshaus mit Park | 2-gesch., 11-achsiger Putzbau mit Sockelgeschoss, 3-gesch. Mittelrisalit und Mansarddach von um 1910. |      |

### Sandhagen
| ID  | Lage         | Bezeichnung                                           | Beschreibung | Bild |
| --- | ------------ | ----------------------------------------------------- | ------------ | ---- |
| 630 | Feldstraße 7 | Bauernhof mit Wohnhaus, Hallenhaus und Querdielenhaus |              |      |

### Westenbrügge
| ID  | Lage              | Bezeichnung                                                     | Beschreibung | Bild                                                            |
| --- | ----------------- | --------------------------------------------------------------- | --- | --------------------------------------------------------------- |
| 761 | Hof 2/3/4 (Karte) | Gutsanlage mit Gutshaus, Pferdestall, Küchenpavillon und Park   | Klassizistischer, 2-gesch., 7-achsiger Putzbau mit Mezzaningeschoss und darüber Belvedere von um 1840 auf dem Grundriss eines Vorgängerbaus von 1699 und einer früheren Wasserburg; Gutsbesitz u. a. der Familie von Müller (um 1840 bis 1945), ab 1945 Wohnhaus, Gemeindebüro, Konsumladen, Kinderhort und Kindergarten, nach um 2000 saniertes Wohnhaus; Park mit 200 Jahre alten Lindenkreuz aus zwei Lindenalleen. | Weitere Bilder                                                  |
| 762 | (Karte)           | Kirche mit Friedhof, Mausoleum, Leichenhalle und Kriegerdenkmal | Spätgotische, einschiffige Backsteinkirche; dreijochiges, kreuzrippengewölbtes Langhaus; Chor mit Fünfachtelschluss. | Kirche mit Friedhof, Mausoleum, Leichenhalle und Kriegerdenkmal |

## Ehemalige Baudenkmäler

### Parchow
| ID | Lage    | Bezeichnung | Beschreibung | Bild     |
| -- | ------- | ----------- | --- | -------- |
|    | (Karte) | Gutshaus    | 2-gesch. Putzbau aus dem 19. Jh., noch Ruine; Gutsbesitzer u. a. die Familien von Herzberg (vor 1782), von Bassewitz, Sibeth, von Lowtzow, von Plessen (1803–1812), Warnke (1821–1840), von Storch (1816–1945); | Gutshaus |

### Wischuer
| ID | Lage                   | Bezeichnung                                      | Beschreibung | Bild |
| -- | ---------------------- | ------------------------------------------------ | ------------ | ---- |
|    | Hauptstraße 13 (Karte) | Bauernhof mit Wohnhaus, Stallscheune und Scheune |              |      |

## Quelle
Denkmalliste des Landkreises Rostock A ‐ Z (Stand: 10. Februar 2021; PDF, 497 KB)